# VK Dinamo Moskou
VK Dinamo Moskou (Russisch: волейбольный клуб Динамо Москва) is de volleybaltak van de omnisportvereniging Dinamo Moskou uit Rusland. Dinamo is een van de topclubs in Rusland en komt uit in de Russische Super League. Daarnaast treden ze ook vaak op in de CEV Volleybal Champions League.

## Prijzen
- Russische Volleybal Super League (2x)
  - Winnaar : 2006, 2008
  - Tweede: 2004, 2005, 2007, 2012
  - Derde: 1992, 1993, 2002
- Soviet Landskampioenschap (5x)
  - Winnaar : 1945, 1946, 1947, 1948, 1951
  - Tweede: 1950, 1952, 1953, 1958, 1984, 1985, 1988, 1989
  - Derde: 1949, 1965, 1980, 1983, 1986
- CEV Top Teams Cup Men (1x)
  - Winnaar : 1985
- CEV Champions League Men
  - Tweede: 2010
  - Derde: 2007

## Selectie

### Heren
Manager: Daniele Bagnoli ( ITA)
| No. | Naam               | Land     | Positie         |
| --- | ------------------ | -------- | --------------- |
| 1   | Alexei Ostapenko   | RUS      | Middenaanvaller |
| 3   | Roman Bragin       | RUS      | Libero          |
| 4   | Vladimir Titarenko | UKR/ RUS | Middenaanvaller |
| 5   | Sergey Grankin     | RUS      | Spelverdeler    |
| 6   | Evgeny Sivozhelez  | RUS      | Passer-loper    |
| 7   | Roman Arhipov      | RUS      | Spelverdeler    |
| 8   | Semen Poltavskiy   | RUS      | Diagonaal       |
| 9   | Yury Berezhko      | RUS      | Passer-loper    |
| 10  | Dante Amaral       | BRA      | Passer-loper    |
| 12  | Nikita Lyamin      | RUS      | Passer-loper    |
| 13  | Aleksey Samoylenko | RUS      | Middenaanvaller |
| 15  | Pavel Kruglov      | RUS      | Diagonaal       |
| 16  | Alexis Gonzalez    | ARG      | Libero          |
| 18  | Aleksandr Volkov   | RUS      | Middenaanvaller |